# Hello (chanson de Christina Aguilera)
Pour les articles homonymes, voir Hello.
The Voice Within Car Wash
Hello (Follow Your Own Star) est un single promotionnel de la chanteuse et compositrice américaine Christina Aguilera. La chanson est écrite par la chanteuse elle-même, Heather Holley et Rob Hoffman pour la promotion de la nouvelle Mercedes-Benz Classe A, sortie au début de l'été 2004.
Côté image, la chanteuse s'inspire de Marilyn Monroe.

## Campagne
Mercedes-Benz organise un rallye-croisière jusqu'au mois de septembre, qui rassemble au total 400 Mercedes et auquel ont participé des conducteurs et conductrices de plusieurs pays ayant tous posé leur candidature sur internet. Le concours conduit les participants jusqu'à Milan, où Mercedes-Benz a organisé le 9 septembre un grand Gala de clôture auquel ont participé des personnalités aussi célèbres que Christina Aguilera et le créateur de mode Giorgio Armani lors d'un concert privé et un défilé. D'autres personnalités comme Lara Fabian, Boris Beker, Jean Alesi ont assisté à cette soirée placée sous le signe de l'intensification du dialogue par-dessus les frontières. La chanteuse s'est associée à la présentation mondiale et à la campagne de communication de la nouvelle Classe A en lancement de sa chanson Hello, un titre qui décline à sa façon le thème de la campagne Mercedes : "Suivez votre étoile".

## Titres du single
1. "Hello" (Follow your own star) – 3 min 44 s
2. "Hello" (Dance Floor Mix)

## Interprétation en direct
- Hello Live in Milan

## Charts
| Charts (2004)  | Meilleure position |
| -------------- | ------------------ |
| Allemagne (AG) | 25                 |
| Italie (FIMI)  | 6                  |